# Václav Jemelka
Václav Jemelka (* 23. Juni 1995 in Uničov) ist ein tschechischer Fußballspieler.

## Karriere

### Verein
In seiner Jugend spielte er erst für den SK Uničov und schloss sich schließlich 2013 der U19 des SK Sigma Olmütz an. Aus dieser ging es für ihn dann zur Spielzeit 2014/15 in die B-Mannschaft mit welcher er in der Zweiten Liga spielte und hier einiges an Einsätzen sammelte, am Ende stieg die Mannschaft aber ab und er wurde zur Spielzeit 2016/17 auch Teil der ersten Mannschaft. Diese war, aber auch gerade abstiegen, sein Debüt für die erste Mannschaft hatte er dann am 30. September 2016, bei einem 2:0-Sieg über den FK Viktoria Žižkov. Aber nebst dem war er in dieser Spielzeit auch hauptsächlich noch weiter für die B-Mannschaft in der nun dritten Liga aktiv.
Nach dem direkten Wiederaufstieg mit Sigma Olmütz bekam er schließlich am 1. Spieltag der Saison 2017/18 dann auch sein Debüt in der ersten Liga. Nach zwei weiteren ordentlichen Jahren mit der Mannschaft wurde er dann von Oktober 2020 bis zum Ende der laufenden Spielzeit 2020/21 an OH Leuven nach Belgien verliehen. In der Jupiler Pro League bekam er hier am 24. Oktober 2020 seinen ersten Einsatz auf den dann noch 22 weitere zumeist in der Startelf folgten. Nach seiner Rückkehr verbrachte er dann noch gut eine Saison bei seinem Klub und wechselte schließlich für eine Ablöse von 1 Mio. € zu Viktoria Pilsen.
Bei Pilsen kam er dann auch kurz nach seinem Liga-Debüt auch zu dem in der Champions League, wo er bei der 1:5-Auftaktniederlage gegen den FC Barcelona Jan Sýkora für den Treffer zum zwischenzeitlichen 1:2 die Vorarbeit leistete.

### Nationalmannschaft
Sein Debüt im Trikot der A-Nationalmannschaft hatte er 7. September 2020, wo er bei einer 1:2-Niederlage gegen Schottland in der Nations League 2020/21 ein Teil der Startelf war. Nach einem weiteren Freundschaftsspiel im folgenden November kam er erst wieder im nächsten Jahr zu einem weiteren Freundschaftsspieleinsatz, worauf weitere dann erst von Juni bis September 2022 in der Nations League 202/23 folgten, wo er jeweils nur in den verlorenen Spielen seiner Mannschaft zum Einsatz kam. Anschließend kam er im März 2023 nochmal zu einem Einsatz in der Qualifikation für die Europameisterschaft 2024.